# Anaïs Nersesian
Anaïs Nersesian (n. 22 martie 1938, Cerăt, județul Dolj) este o poetă, prozatoare și traducătoare armeană din România.

## Biografie
A debutat în 1954 în revista Tânărul Scriitor cu poezia „Evocare”. Debutul editorial a avut loc în 1973 cu volumul Cântărețul de sticlă.
După 1990 a făcut parte din colectivul redacțional al revistei Ararat.

## Scrieri
- Cântărețul de sticlă (versuri), 93 p., Editura Cartea Românească, 1973
- Stampe lirice (versuri), Editura Eminescu, 1975
- Sigiliul trecerii (versuri) , Editura Cartea Românească, 1978
- Balanță solară (versuri), Editura Eminescu, 1980
- Alb și negru (versuri), Editura Eminescu, 1982
- Singurătatea spectacolului, Editura Eminescu, 1983
- Bolta glisantă (versuri), Editura Cartea Românească, 1986
- Înstrăinatul solstițiu, Editura Eminescu, 1987
- Terase de apă (versuri), 99 p., Editura Eminescu, 1991, ISBN 973-22-0160-6
- Parfumul rochiei, Editura Ararat, 1994
- Cu fața la zid (versuri), 111 p., Editura Ararat, 1996, ISBN 10: 9739712789 - ISBN 13: 9789739712781
- Cântece ale trubadurilor armeni, 238 p., Editura Ararat, 1997, ISBN 973-9310-08-7
- Armenii în istorie și cultură, Editura Ararat, 2003, ISBN 973-9310-97-4
- Orașe italiene: Roma, Florența, Veneția : (25 septembrie - 24 octombrie 1971), 317 p., Editura Ararat, 2004, ISBN 9737727088, 9789737727084
- Personaje armenești din literatura română, 416 p., Editura Ararat, 2009

## Distincții
La 21 decembrie 1997, la Biblioteca „Dudian” au fost decernate premiile U.A.R. pentru anul 1996. Laureați au fost poeta Anaïs Nersesian, pictorul Nicolae Jakobovits, doctorul Florin Exergian și scriitorul Arșag Bogdan Căuș